# Dyminy (województwo świętokrzyskie)
Dyminy – wieś w Polsce położona w województwie świętokrzyskim, w powiecie kieleckim, w gminie Morawica.
| SIMC    | Nazwa   | Rodzaj    |
| ------- | ------- | --------- |
| 0254150 | Folwark | część wsi |
| 0254166 | Granice | część wsi |

W latach 1975–1998 miejscowość administracyjnie należała do województwa kieleckiego.